# Magenta Telekom
Magenta Telekom (auch: Magenta oder Magenta T), in ihrer Rechtsform T-Mobile Austria GmbH, ist ein österreichisches Telekommunikationsunternehmen und eine hundertprozentige Tochtergesellschaft der Deutschen Telekom AG.
Gegründet als max.mobil. wurde das Unternehmen nach der Übernahme durch die Deutsche Telekom im Jahr 2000 schließlich am 18. April 2002 in T-Mobile Austria umbenannt. Mit der Fusion von UPC Austria wurde daraus am 6. Mai 2019 die heutige Magenta Telekom.
Die Magenta Telekom ist nach Kundenzahlen einer der größten Mobilfunkanbieter in Österreich und verkauft GSM-, EDGE- und HSDPA- sowie LTE-, 5G-Netz und WLAN-Dienste.

## Geschichte
Nachdem das Ö-Call-Konsortium am 25. Jänner 1996 die erste private Mobilfunklizenz für Österreich erworben hatte, ging im Oktober 1996 das Mobilfunknetz mit dem Slogan „max.mobil. – ein Netz hebt ab“ online. Bis dahin hielt das Tochterunternehmen der staatlichen Post und Telekom Austria (heute A1 Telekom Austria) das Mobilfunkmonopol im GSM-Bereich.
Im April 2000 übernahm die Deutsche Telekom 100 % von max.mobil. Am 18. April 2002 folgte die Umbenennung von max.mobil in „T-Mobile Austria“.

### Übernahme von tele.ring
Vor der Übernahme durch T-Mobile war tele.ring ein Tochterunternehmen der Western Wireless. tele.ring wurde 2005 gekauft, nachdem Alltel, der neue Eigentümer von Western Wireless beschloss, sämtliche internationale Tochtergesellschaften von Western Wireless zu verkaufen. T-Mobile kaufte tele.ring für rund 1,3 Mrd. Euro, nachdem der Kauf von der EU-Kartellbehörde und der österreichischen Telekom-Regulierungsbehörde unter gewissen Auflagen genehmigt wurde. Auflagen waren zum Beispiel die Abtretung zahlreicher tele.ring-Sendestationen an die Mitbewerber Orange und Hutchison Drei Austria und der Verkauf der tele.ring-UMTS-Frequenzen ebenfalls an Orange und Drei. Der Markenname tele.ring wurde als Discountmarke bis zum Jahr 2020 beibehalten. Wertkarten von tele.ring hießen „Willi“ und „Mücke“.

### Fusion und neue Marken

Unternehmenslogo von 2013 bis März 2019 (Logo Deutsche Telekom)

Zum weiteren Ausbau der österreichischen Tochter T-Mobile Austria teilten die Deutsche Telekom AG und Liberty Global plc. am 21. Dezember 2017 mit, dass T-Mobile um 1,9 Milliarden Euro die Liberty Tochter UPC Austria übernehmen möchte. Mit der Übernahme überträgt die Deutsche Telekom ihre bereits in Deutschland und den Niederlanden umgesetzte Strategie, den Kunden Mobilfunk, Festnetz und Internet anzubieten. Durch die Übernahme erhält T-Mobile Austria auch Zugriff auf das Glasfasernetz, um darüber zusätzlich Fernsehen, Breitband und Voice-over-IP anzubieten. Im Kaufpreis enthalten ist zusätzlich das Nutzungsrecht der Marke UPC für einen Zeitraum von drei Jahren, bis die vollständige Integration in den Deutsche-Telekom-Konzern abgeschlossen ist. Beide Parteien rechneten mit einer Freigabe durch die Europäische Kommission im zweiten Halbjahr 2018. Mit 1. August 2018 wurde UPC von T-Mobile übernommen.
Durch die Übernahme sowie Verschmelzung von UPC Austria werden seit dem 7. Mai 2019 Produkte und Dienstleistungen unter den neuen geschaffenen Marken „Magenta“ und „T“ vertrieben, die alten Marken entfielen. Am Start der neuen Marke wurde am T-Center in Wien mit einer Fläche von 16.000 m² und 34.000 LEDs die drittgrößte LED-Fassade der Welt eingeweiht.

## Netzabdeckung

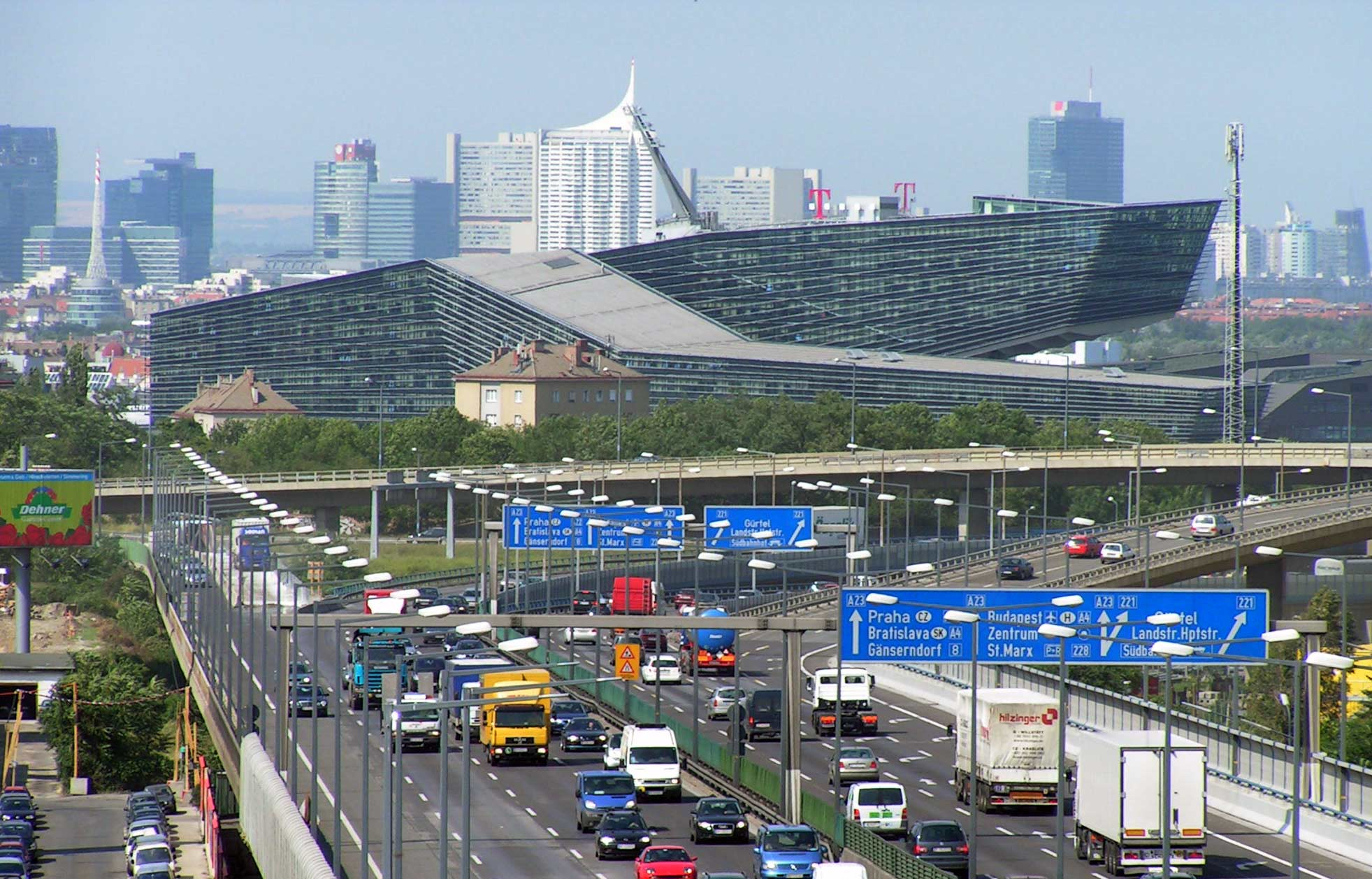
Magenta Telekom-Zentrale Österreich (T-Center)

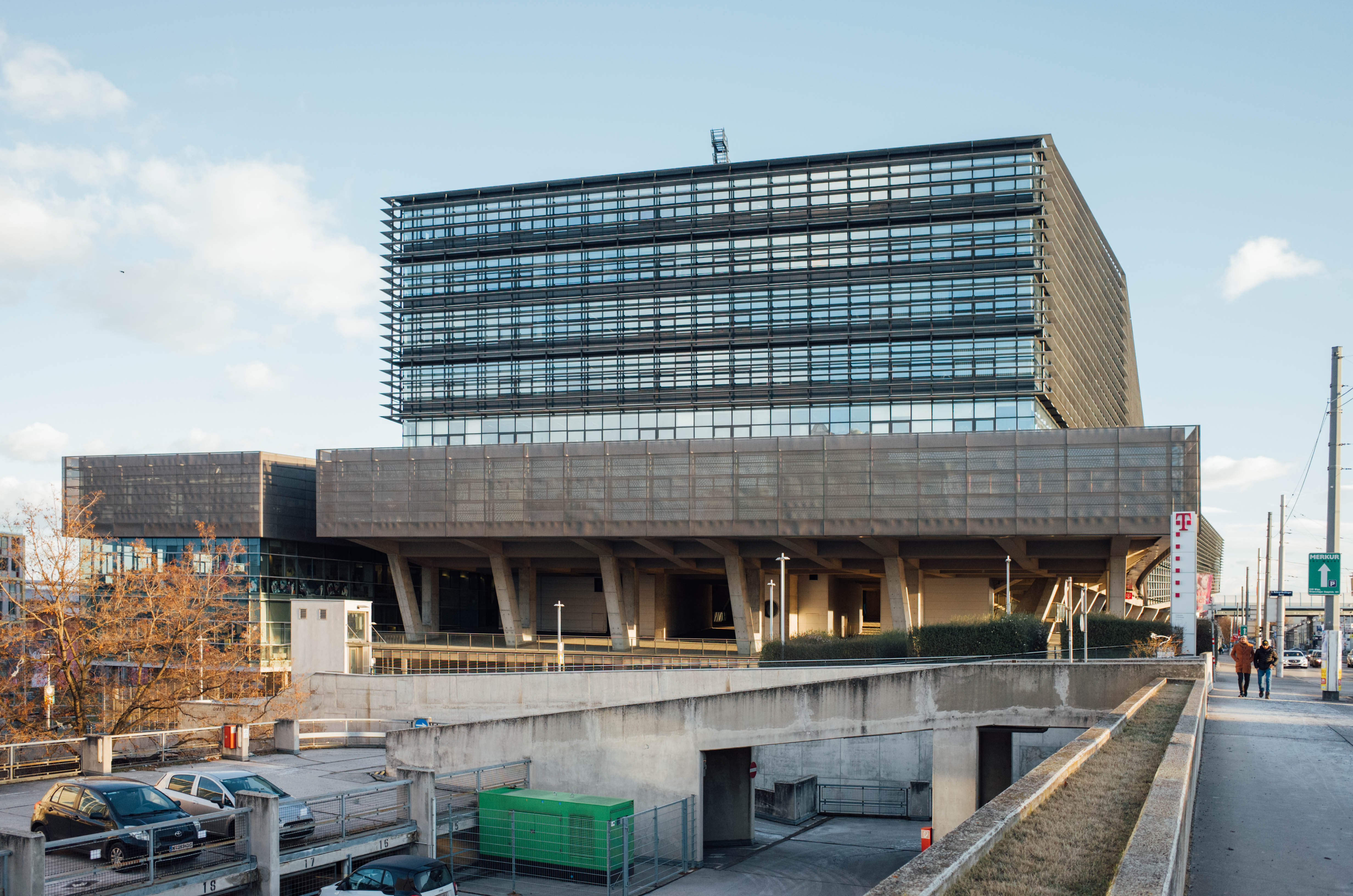
Magenta Telekom-Callcenter in Wien

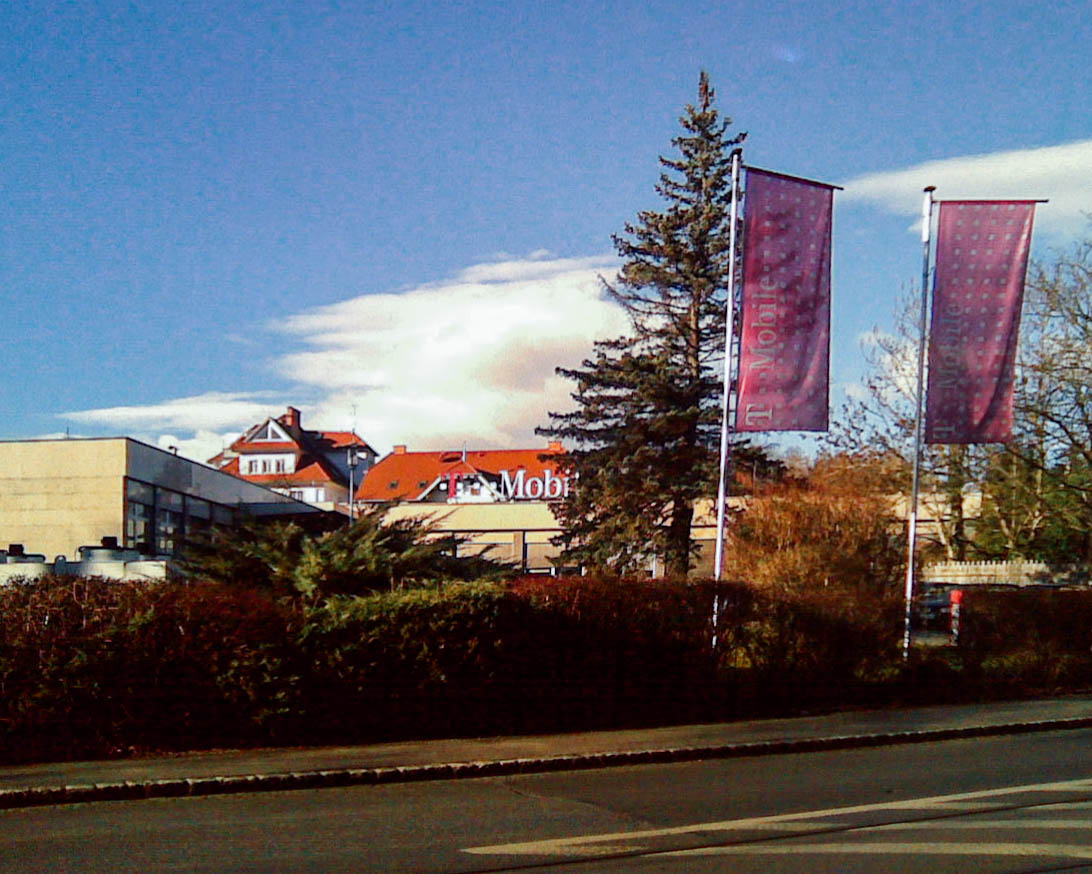
Magenta Telekom-Callcenter in Graz

Das Netz der Magenta Telekom erreicht laut eigenen Angaben eine Netzabdeckung von 98,5 % der österreichischen Haushalte mit 2G (Sprachtelefonie) und 94 Prozent der Bevölkerung mit 3G (Daten). Das LTE-Netz erreichte Ende 2022 98,2 % der österreichischen Bevölkerung.
Magenta setzt für das eigene Netz auf Technik von Huawei.

## Innovationen
T-Mobile führte 2008 als erster Mobilfunkanbieter in Österreich das iPhone, 2009 das erste Android-Gerät und 2012 das erste Windows-Phone-8-Gerät in Österreich ein. T-Mobile nahm am 19. Oktober 2010 in Innsbruck das erste LTE-Netz Österreichs in Betrieb. Im Februar 2018 präsentierte T-Mobile als erster Mobilfunkanbieter weltweit den ersten Drohnenflug über 5G, die Nachfolgetechnologie von LTE/4G. Durch den Abschluss der 5G-Frequenzauktion Anfang März 2019 erwarb Magenta Telekom Nutzungsrechte zum Ausbau des Kommunikationsstandards 5G in ganz Österreich. Auf Basis dieser Frequenzen nahm Magenta Telekom am 26. März 2019 die ersten 5G-Mobilfunkstationen, vorwiegend in ländlichen Regionen, in Betrieb. Ende 2022 hatte Magenta 2.440 Standorte in ganz Österreich, an denen 5G verfügbar ist, das entspricht einer 5G-Versorgung von rund 55 Prozent aller Haushalte und Betriebe.

## Glasfaserausbau
Per Ende 2022 bot Magenta Telekom Breitbandkunden rund 1,55 Millionen Gigabit-Anschlüsse und versorgte somit knapp ein Drittel aller österreichischen Haushalte und Betriebe mit Gigabit-Internet. Magenta Telekom und der französische Investor Meridiam haben im August 2022 die Gründung einer strategischen Partnerschaft für die größte private Glasfaserausbau-Initiative Österreichs vereinbart. Damit soll der Ausbau von Highspeed-Internetanschlüssen in ganz Österreich ermöglicht werden.

## Marktanteile
Die Marktanteile lagen Ende 2024 im Mobilfunk bei 25,0 % und Mitte 2025 bei 6,6 Mio. Simkarten. Bis Mitte 2025 konnte Magenta Telekom 1,1 Millionen Breitband-Internetkunden verzeichnen.
| 31.12. | Kunden (in Mio.) | Marktanteil in % |
| ------ | ---------------- | ---------------- |
| 1998   |                  | 31,30            |
| 1999   |                  | 35,67            |
| 2000   |                  | 35,03            |
| 2001   |                  | 34,18            |
| 2002   |                  | 30,23            |
| 2003   |                  | 28,696           |
| 2004   | 2,005            | 25,834           |
| 2005   | 2,052            | 24,436           |
| 2006   | 3,412            | 35,326           |
| 2007   | 3,273            | 33,424           |
| 2008   | 3,401            | 31,90            |
| 2009   | 3,446            | 30,12            |
| 2010   | 3,780            | 30,69            |
| 2011   | 3,934            | 31,00            |
| 2012   | 4,120            | 31,20            |

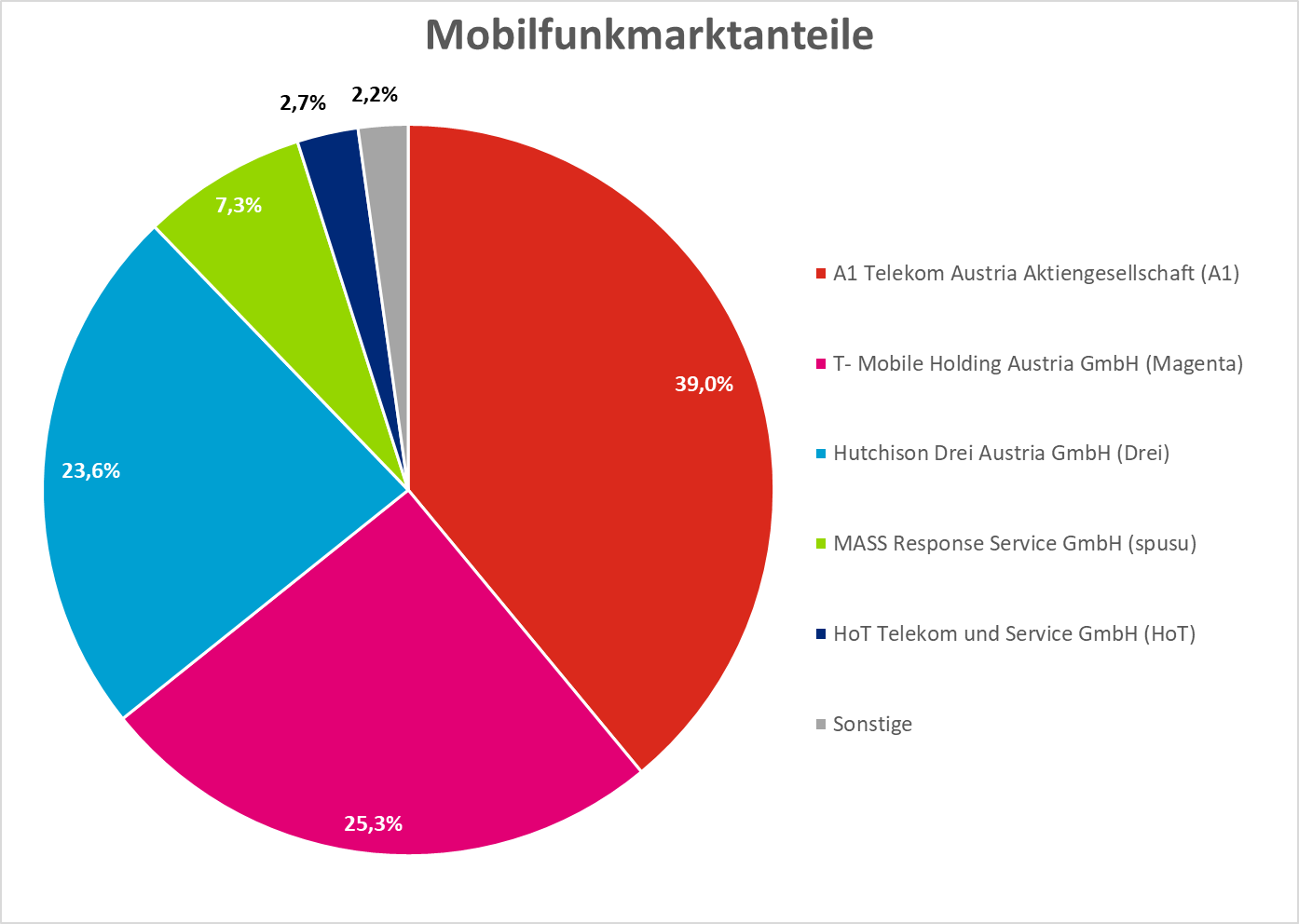
Marktanteile am österreichischen Mobilfunkmarkt (Stand: 4. Quartal 2020, gem. Daten RTR Telekom Monitor Jahresbericht 2020)

Die Angaben für das Jahr 2006 beinhalten bereits den Marktanteil von tele.ring, der zuvor noch separat ausgewiesen wurde.

## Werbung
Magenta Telekom (damals noch T-Mobile Austria) war von 2002 bis 2014 Hauptsponsor der österreichischen „tipp 3-Bundesliga powered by T-Mobile“. Zuvor trug die höchste Fußballspielklasse in Österreich bereits die Namen „max.Bundesliga“ und „T-Mobile Bundesliga“. Außerdem sponserte max.mobil den „max.Supercup“ und den „max.Hallencup“. Mit der Umbenennung des Unternehmens in T-Mobile Austria wurden auch die Namen der gesponserten Bewerbe geändert. Seit Dezember 2013 ist die Magenta Telekom Sponsor des ÖFB-Nationalteams.
Neben dem Engagement im Profibereich ist die Magenta Telekom auch im Nachwuchsbereich der Österreichischen Bundesliga aktiv.